# Victor Lindelöf
Victor Jörgen Nilsson Lindelöf, noto semplicemente come Victor Lindelöf (Västerås, 17 luglio 1994), è un calciatore svedese, difensore svincolato della nazionale svedese.

## Carriera

### Club

#### Esordi in Svezia e passaggio al Benfica
Lindelöf debutta nella Division 1 (la terza serie svedese) con il Västerås SK. Successivamente viene acquistato dal Benfica, che lo gira alla squadra riserve per tre stagioni e mezza. Durante la militanza nella squadra della capitale portoghese colleziona 48 presenze e 2 reti in campionato, 11 presenze nelle coppe nazionali e 12 presenze in Champions League.

#### Manchester Utd
Il 10 giugno 2017 ne viene ufficializzato l'acquisto da parte del Manchester United per la somma di 35 milioni di euro più ulteriori 10 legati al raggiungimento di determinati obiettivi. Ha esordito con gli inglesi l'8 agosto seguente, nella gara persa a favore del Real Madrid valevole per la Supercoppa UEFA. Il 12 settembre 2017 disputa la sua prima gara europea con i Red Devils; il 20 settembre seguente debutta in League Cup contro il Burton Albion, mentre il 14 ottobre debutta in Premier League contro il Liverpool ed il 5 gennaio 2018 disputa la sua prima gara di FA Cup. Il 29 gennaio 2019 ha siglato la sua prima marcatura in campionato con il club di Manchester, andando a segno contro il Burnley.

### Nazionale
Ha giocato nelle nazionali giovanili svedesi Under-17 ed Under-19.
Campione d'Europa nel 2015 con la nazionale svedese Under-21, debutta con la nazionale maggiore il 24 marzo 2016 nell'amichevole contro la Turchia. Viene convocato per gli Europei 2016, competizione in cui disputa da titolare tutte e tre le gare della fase a gironi.

## Statistiche

### Presenze e reti nei club
Statistiche aggiornate al 18 maggio 2025.
| Stagione                 | Squadra                  | Campionato               | Campionato | Campionato | Coppe nazionali | Coppe nazionali | Coppe nazionali | Coppe continentali | Coppe continentali | Coppe continentali | Altre coppe | Altre coppe | Altre coppe | Totale | Totale |
| Stagione                 | Squadra                  | Comp.                    | Pres.      | Reti       | Comp.           | Pres.           | Reti            | Comp.              | Pres.              | Reti               | Comp.       | Pres.       | Reti        | Pres.  | Reti   |
| ------------------------ | ------------------------ | ------------------------ | ---------- | ---------- | --------------- | --------------- | --------------- | ------------------ | ------------------ | ------------------ | ----------- | ----------- | ----------- | ------ | ------ |
| 2009                     | Västerås SK              | D1                       | 1          | 0          | -               | -               | -               | -                  | -                  | -                  | -           | -           | -           | 1      | 0      |
| 2010                     | Västerås SK              | D1                       | 9          | 0          | -               | -               | -               | -                  | -                  | -                  | -           | -           | -           | 9      | 0      |
| 2011                     | Västerås SK              | SE                       | 27         | 0          | -               | -               | -               | -                  | -                  | -                  | -           | -           | -           | 27     | 0      |
| 2012                     | Västerås SK              | D1                       | 13         | 0          | -               | -               | -               | -                  | -                  | -                  | -           | -           | -           | 13     | 0      |
| Totale Västerås SK       | Totale Västerås SK       | Totale Västerås SK       | 50         | 0          |                 | -               | -               |                    | -                  | -                  |             | -           | -           | 50     | 0      |
| 2012-2013                | Benfica B                | SL                       | 15         | 0          | -               | -               | -               | -                  | -                  | -                  | -           | -           | -           | 15     | 0      |
| 2013-2014                | Benfica B                | SL                       | 33         | 2          | -               | -               | -               | -                  | -                  | -                  | -           | -           | -           | 33     | 2      |
| 2014-2015                | Benfica B                | SL                       | 41         | 2          | -               | -               | -               | -                  | -                  | -                  | -           | -           | -           | 41     | 2      |
| 2015-2016                | Benfica B                | SL                       | 7          | 0          | -               | -               | -               | -                  | -                  | -                  | -           | -           | -           | 7      | 0      |
| Totale Benfica B         | Totale Benfica B         | Totale Benfica B         | 96         | 4          |                 | -               | -               |                    | -                  | -                  |             | -           | -           | 96     | 4      |
| 2013-2014                | Benfica                  | PL                       | 1          | 0          | CP+CdL          | 1+0             | 0               | -                  | -                  | -                  | -           | -           | -           | 2      | 0      |
| 2014-2015                | Benfica                  | PL                       | 0          | 0          | CP              | 1               | 0               | -                  | -                  | -                  | -           | -           | -           | 1      | 0      |
| 2015-2016                | Benfica                  | PL                       | 15         | 1          | CdL             | 4               | 0               | UCL                | 4                  | 0                  | -           | -           | -           | 23     | 1      |
| 2016-2017                | Benfica                  | PL                       | 32         | 1          | CP+CdL          | 4+2             | 0               | UCL                | 8                  | 0                  | SP          | 1           | 0           | 47     | 1      |
| Totale Benfica           | Totale Benfica           | Totale Benfica           | 48         | 2          |                 | 12              | 0               |                    | 12                 | 0                  |             | 1           | 0           | 73     | 2      |
| 2017-2018                | Manchester United        | PL                       | 17         | 0          | FACup+CdL       | 3+3             | 0               | UCL                | 5                  | 0                  | SU          | 1           | 0           | 29     | 0      |
| 2018-2019                | Manchester United        | PL                       | 30         | 1          | FACup+CdL       | 3+0             | 0               | UCL                | 7                  | 0                  | -           | -           | -           | 40     | 1      |
| 2019-2020                | Manchester United        | PL                       | 35         | 1          | FACup+CdL       | 5+3             | 0+0             | UEL                | 4                  | 0                  | -           | -           | -           | 47     | 1      |
| 2020-2021                | Manchester United        | PL                       | 29         | 1          | FACup+CdL       | 3+2             | 0+0             | UCL+UEL            | 5+6                | 0                  | -           | -           | -           | 45     | 1      |
| 2021-2022                | Manchester United        | PL                       | 28         | 0          | FACup+CdL       | 1+1             | 0+0             | UCL                | 5                  | 0                  | -           | -           | -           | 35     | 0      |
| 2022-2023                | Manchester United        | PL                       | 19         | 0          | FACup+CdL       | 3+4             | 0+0             | UEL                | 7                  | 0                  | -           | -           | -           | 33     | 0      |
| 2023-2024                | Manchester United        | PL                       | 18         | 1          | FACup+CdL       | 3+2             | 0+0             | UCL                | 4                  | 0                  | -           | -           | -           | 27     | 1      |
| 2024-2025                | Manchester United        | PL                       | 16         | 0          | FACup+CdL       | 1+2             | 0               | UEL                | 6                  | 0                  | CS          | -           | -           | 25     | 0      |
| Totale Manchester United | Totale Manchester United | Totale Manchester United | 192        | 4          |                 | 39              | 0               |                    | 49                 | 0                  |             | 1           | 0           | 281    | 4      |
| Totale carriera          | Totale carriera          | Totale carriera          | 386        | 10         |                 | 51              | 0               |                    | 61                 | 0                  |             | 2           | 0           | 500    | 10     |

### Cronologia presenze e reti in nazionale
| Cronologia completa delle presenze e delle reti in nazionale ― Svezia | Cronologia completa delle presenze e delle reti in nazionale ― Svezia | Cronologia completa delle presenze e delle reti in nazionale ― Svezia | Cronologia completa delle presenze e delle reti in nazionale ― Svezia | Cronologia completa delle presenze e delle reti in nazionale ― Svezia | Cronologia completa delle presenze e delle reti in nazionale ― Svezia | Cronologia completa delle presenze e delle reti in nazionale ― Svezia | Cronologia completa delle presenze e delle reti in nazionale ― Svezia |
| Data                                                                  | Città                                                                 | In casa                                                               | Risultato                                                             | Ospiti                                                                | Competizione                                                          | Reti                                                                  | Note                                                                  |
| --------------------------------------------------------------------- | --------------------------------------------------------------------- | --------------------------------------------------------------------- | --------------------------------------------------------------------- | --------------------------------------------------------------------- | --------------------------------------------------------------------- | --------------------------------------------------------------------- | --------------------------------------------------------------------- |
| 24-3-2016                                                             | Adalia                                                                | Turchia                                                               | 2 – 1                                                                 | Svezia                                                                | Amichevole                                                            | -                                                                     |                                                                       |
| 29-3-2016                                                             | Solna                                                                 | Svezia                                                                | 1 – 1                                                                 | Rep. Ceca                                                             | Amichevole                                                            | -                                                                     | 65’                                                                   |
| 30-5-2016                                                             | Malmö                                                                 | Svezia                                                                | 0 – 0                                                                 | Slovenia                                                              | Amichevole                                                            | -                                                                     |                                                                       |
| 13-6-2016                                                             | Saint-Denis                                                           | Irlanda                                                               | 1 – 1                                                                 | Svezia                                                                | Euro 2016 - 1º turno                                                  | -                                                                     | 61’                                                                   |
| 17-6-2016                                                             | Tolosa                                                                | Italia                                                                | 1 – 0                                                                 | Svezia                                                                | Euro 2016 - 1º turno                                                  | -                                                                     |                                                                       |
| 22-6-2016                                                             | Nizza                                                                 | Svezia                                                                | 0 – 1                                                                 | Belgio                                                                | Euro 2016 - 1º turno                                                  | -                                                                     |                                                                       |
| 6-9-2016                                                              | Solna                                                                 | Svezia                                                                | 1 – 1                                                                 | Paesi Bassi                                                           | Qual. Mondiali 2018                                                   | -                                                                     |                                                                       |
| 7-10-2016                                                             | Lussemburgo                                                           | Lussemburgo                                                           | 0 – 1                                                                 | Svezia                                                                | Qual. Mondiali 2018                                                   | -                                                                     | 48’                                                                   |
| 10-10-2016                                                            | Solna                                                                 | Svezia                                                                | 3 – 0                                                                 | Bulgaria                                                              | Qual. Mondiali 2018                                                   | 1                                                                     |                                                                       |
| 11-11-2016                                                            | Saint-Denis                                                           | Francia                                                               | 2 – 1                                                                 | Svezia                                                                | Qual. Mondiali 2018                                                   | -                                                                     |                                                                       |
| 15-11-2016                                                            | Budapest                                                              | Ungheria                                                              | 0 – 2                                                                 | Svezia                                                                | Amichevole                                                            | -                                                                     | 46’                                                                   |
| 9-6-2017                                                              | Solna                                                                 | Svezia                                                                | 2 – 1                                                                 | Francia                                                               | Qual. Mondiali 2018                                                   | -                                                                     |                                                                       |
| 31-8-2017                                                             | Sofia                                                                 | Bulgaria                                                              | 3 – 2                                                                 | Svezia                                                                | Qual. Mondiali 2018                                                   | -                                                                     |                                                                       |
| 3-9-2017                                                              | Borisov                                                               | Bielorussia                                                           | 0 – 4                                                                 | Svezia                                                                | Qual. Mondiali 2018                                                   | -                                                                     |                                                                       |
| 7-10-2017                                                             | Solna                                                                 | Svezia                                                                | 8 – 0                                                                 | Lussemburgo                                                           | Qual. Mondiali 2018                                                   | -                                                                     |                                                                       |
| 10-10-2017                                                            | Amsterdam                                                             | Paesi Bassi                                                           | 2 – 0                                                                 | Svezia                                                                | Qual. Mondiali 2018                                                   | -                                                                     |                                                                       |
| 10-11-2017                                                            | Solna                                                                 | Svezia                                                                | 1 – 0                                                                 | Italia                                                                | Qual. Mondiali 2018                                                   | -                                                                     |                                                                       |
| 13-11-2017                                                            | Milano                                                                | Italia                                                                | 0 – 0                                                                 | Svezia                                                                | Qual. Mondiali 2018                                                   | -                                                                     |                                                                       |
| 24-3-2018                                                             | Solna                                                                 | Svezia                                                                | 1 – 2                                                                 | Cile                                                                  | Amichevole                                                            | -                                                                     |                                                                       |
| 2-6-2018                                                              | Solna                                                                 | Svezia                                                                | 0 – 0                                                                 | Danimarca                                                             | Amichevole                                                            | -                                                                     |                                                                       |
| 9-6-2018                                                              | Göteborg                                                              | Svezia                                                                | 0 – 0                                                                 | Perù                                                                  | Amichevole                                                            | -                                                                     |                                                                       |
| 23-6-2018                                                             | Soči                                                                  | Germania                                                              | 2 – 1                                                                 | Svezia                                                                | Mondiali 2018 - 1º turno                                              | -                                                                     |                                                                       |
| 27-6-2018                                                             | Ekaterinburg                                                          | Messico                                                               | 0 – 3                                                                 | Svezia                                                                | Mondiali 2018 - 1º turno                                              | -                                                                     |                                                                       |
| 3-7-2018                                                              | San Pietroburgo                                                       | Svezia                                                                | 1 – 0                                                                 | Svizzera                                                              | Mondiali 2018 - Ottavi di finale                                      | -                                                                     |                                                                       |
| 7-7-2018                                                              | Samara                                                                | Svezia                                                                | 0 – 2                                                                 | Inghilterra                                                           | Mondiali 2018 - Quarti di finale                                      | -                                                                     |                                                                       |
| 10-9-2018                                                             | Solna                                                                 | Svezia                                                                | 2 – 3                                                                 | Turchia                                                               | UEFA Nations League 2018-2019 - 1º turno                              | -                                                                     |                                                                       |
| 11-10-2018                                                            | Kaliningrad                                                           | Russia                                                                | 0 – 0                                                                 | Svezia                                                                | UEFA Nations League 2018-2019 - 1º turno                              | -                                                                     |                                                                       |
| 17-11-2018                                                            | Eskişehir                                                             | Turchia                                                               | 0 – 1                                                                 | Svezia                                                                | UEFA Nations League 2018-2019 - 1º turno                              | -                                                                     | 46’                                                                   |
| 20-11-2018                                                            | Solna                                                                 | Svezia                                                                | 2 – 0                                                                 | Russia                                                                | UEFA Nations League 2018-2019 - 1º turno                              | 1                                                                     |                                                                       |
| 5-9-2019                                                              | Tórshavn                                                              | Fær Øer                                                               | 0 – 4                                                                 | Svezia                                                                | Qual. Euro 2020                                                       | 1                                                                     |                                                                       |
| 8-9-2019                                                              | Solna                                                                 | Svezia                                                                | 1 – 1                                                                 | Norvegia                                                              | Qual. Euro 2020                                                       | -                                                                     |                                                                       |
| 15-10-2019                                                            | Stoccolma                                                             | Svezia                                                                | 1 – 1                                                                 | Spagna                                                                | Qual. Euro 2020                                                       | -                                                                     |                                                                       |
| 15-11-2019                                                            | Bucarest                                                              | Romania                                                               | 0 – 2                                                                 | Svezia                                                                | Qual. Euro 2020                                                       | -                                                                     | 50’                                                                   |
| 5-9-2020                                                              | Solna                                                                 | Svezia                                                                | 0 – 1                                                                 | Francia                                                               | UEFA Nations League 2020-2021 - 1º turno                              | -                                                                     | 90+4’                                                                 |
| 11-10-2020                                                            | Zagabria                                                              | Croazia                                                               | 2 – 1                                                                 | Svezia                                                                | UEFA Nations League 2020-2021 - 1º turno                              | -                                                                     |                                                                       |
| 14-10-2020                                                            | Lisbona                                                               | Portogallo                                                            | 3 – 0                                                                 | Svezia                                                                | UEFA Nations League 2020-2021 - 1º turno                              | -                                                                     |                                                                       |
| 14-11-2020                                                            | Solna                                                                 | Svezia                                                                | 2 – 1                                                                 | Croazia                                                               | UEFA Nations League 2020-2021 - 1º turno                              | -                                                                     |                                                                       |
| 17-11-2020                                                            | Saint-Denis                                                           | Francia                                                               | 4 – 2                                                                 | Svezia                                                                | UEFA Nations League 2020-2021 - 1º turno                              | -                                                                     | 66’                                                                   |
| 25-3-2021                                                             | Solna                                                                 | Svezia                                                                | 1 – 0                                                                 | Georgia                                                               | Qual. Mondiali 2022                                                   | -                                                                     |                                                                       |
| 28-3-2021                                                             | Pristina                                                              | Kosovo                                                                | 0 – 3                                                                 | Svezia                                                                | Qual. Mondiali 2022                                                   | -                                                                     |                                                                       |
| 5-6-2021                                                              | Solna                                                                 | Svezia                                                                | 3 – 1                                                                 | Armenia                                                               | Amichevole                                                            | -                                                                     |                                                                       |
| 14-6-2021                                                             | Siviglia                                                              | Spagna                                                                | 0 – 0                                                                 | Svezia                                                                | Euro 2020 - 1º turno                                                  | -                                                                     |                                                                       |
| 18-6-2021                                                             | San Pietroburgo                                                       | Svezia                                                                | 1 – 0                                                                 | Slovacchia                                                            | Euro 2020 - 1º turno                                                  | -                                                                     |                                                                       |
| 23-6-2021                                                             | San Pietroburgo                                                       | Svezia                                                                | 3 – 2                                                                 | Polonia                                                               | Euro 2020 - 1º turno                                                  | -                                                                     |                                                                       |
| 29-6-2021                                                             | Glasgow                                                               | Svezia                                                                | 1 – 2 dts                                                             | Ucraina                                                               | Euro 2020 - Ottavi di finale                                          | -                                                                     |                                                                       |
| 2-9-2021                                                              | Solna                                                                 | Svezia                                                                | 2 – 1                                                                 | Spagna                                                                | Qual. Mondiali 2022                                                   | -                                                                     | Cap.                                                                  |
| 8-9-2021                                                              | Atene                                                                 | Grecia                                                                | 2 – 1                                                                 | Svezia                                                                | Qual. Mondiali 2022                                                   | -                                                                     | Cap.                                                                  |
| 12-10-2021                                                            | Solna                                                                 | Svezia                                                                | 2 – 1                                                                 | Grecia                                                                | Qual. Mondiali 2022                                                   | -                                                                     | Cap.                                                                  |
| 11-11-2021                                                            | Batumi                                                                | Georgia                                                               | 2 – 0                                                                 | Svezia                                                                | Qual. Mondiali 2022                                                   | -                                                                     | Cap.                                                                  |
| 14-11-2021                                                            | Siviglia                                                              | Spagna                                                                | 1 – 0                                                                 | Svezia                                                                | Qual. Mondiali 2022                                                   | -                                                                     | Cap.                                                                  |
| 24-3-2022                                                             | Solna                                                                 | Svezia                                                                | 1 – 0 dts                                                             | Rep. Ceca                                                             | Qual. Mondiali 2022                                                   | -                                                                     | Cap.                                                                  |
| 29-3-2022                                                             | Chorzów                                                               | Polonia                                                               | 2 – 0                                                                 | Svezia                                                                | Qual. Mondiali 2022                                                   | -                                                                     | Cap.                                                                  |
| 24-9-2022                                                             | Belgrado                                                              | Serbia                                                                | 4 – 1                                                                 | Svezia                                                                | UEFA Nations League 2022-2023 - 1º turno                              | -                                                                     | Cap.                                                                  |
| 27-9-2022                                                             | Solna                                                                 | Svezia                                                                | 1 – 1                                                                 | Slovenia                                                              | UEFA Nations League 2022-2023 - 1º turno                              | -                                                                     | Cap.                                                                  |
| 16-11-2022                                                            | Girona                                                                | Messico                                                               | 1 – 2                                                                 | Svezia                                                                | Amichevole                                                            | -                                                                     | cap.                                                                  |
| 19-11-2022                                                            | Malmö                                                                 | Svezia                                                                | 2 – 0                                                                 | Algeria                                                               | Amichevole                                                            | -                                                                     | 46’                                                                   |
| 24-3-2023                                                             | Solna                                                                 | Svezia                                                                | 0 – 3                                                                 | Belgio                                                                | Qual. Euro 2024                                                       | -                                                                     | 78’                                                                   |
| 27-3-2023                                                             | Solna                                                                 | Svezia                                                                | 5 – 0                                                                 | Azerbaigian                                                           | Qual. Euro 2024                                                       | -                                                                     | cap.                                                                  |
| 20-6-2023                                                             | Vienna                                                                | Austria                                                               | 2 – 0                                                                 | Svezia                                                                | Qual. Euro 2024                                                       | -                                                                     | cap.                                                                  |
| 9-9-2023                                                              | Tallinn                                                               | Estonia                                                               | 0 – 5                                                                 | Svezia                                                                | Qual. Euro 2024                                                       | -                                                                     | cap.                                                                  |
| 12-9-2023                                                             | Solna                                                                 | Svezia                                                                | 1 – 3                                                                 | Austria                                                               | Qual. Euro 2024                                                       | -                                                                     | cap.                                                                  |
| 16-10-2023                                                            | Bruxelles                                                             | Belgio                                                                | 1 – 1                                                                 | Svezia                                                                | Qual. Euro 2024                                                       | -                                                                     | cap.                                                                  |
| 16-11-2023                                                            | Baku                                                                  | Azerbaigian                                                           | 3 – 0                                                                 | Svezia                                                                | Qual. Euro 2024                                                       | -                                                                     | cap.                                                                  |
| 19-11-2023                                                            | Solna                                                                 | Svezia                                                                | 2 – 0                                                                 | Estonia                                                               | Qual. Euro 2024                                                       | -                                                                     |                                                                       |
| 21-3-2024                                                             | Guimaraes                                                             | Portogallo                                                            | 5 – 2                                                                 | Svezia                                                                | Amichevole                                                            | -                                                                     | cap.                                                                  |
| 25-3-2024                                                             | Solna                                                                 | Svezia                                                                | 1 – 0                                                                 | Albania                                                               | Amichevole                                                            | -                                                                     | cap.                                                                  |
| 5-6-2024                                                              | Copenaghen                                                            | Danimarca                                                             | 2 – 1                                                                 | Svezia                                                                | Amichevole                                                            | -                                                                     | cap. 46’                                                              |
| 8-6-2024                                                              | Solna                                                                 | Svezia                                                                | 0 – 3                                                                 | Serbia                                                                | Amichevole                                                            | -                                                                     | cap. 79’                                                              |
| 11-10-2024                                                            | Bratislava                                                            | Slovacchia                                                            | 2 – 2                                                                 | Svezia                                                                | UEFA Nations League 2024-2025 - 1º turno                              | -                                                                     | 62’                                                                   |
| 16-11-2024                                                            | Solna                                                                 | Svezia                                                                | 2 – 1                                                                 | Slovacchia                                                            | UEFA Nations League 2024-2025 - 1º turno                              | -                                                                     | cap. 26’                                                              |
| 25-3-2025                                                             | Solna                                                                 | Svezia                                                                | 5 – 1                                                                 | Irlanda del Nord                                                      | Amichevole                                                            | -                                                                     | Cap.                                                                  |
| Totale                                                                |                                                                       | Presenze                                                              | 71                                                                    |                                                                       | Reti                                                                  | 3                                                                     |                                                                       |

## Palmarès

### Club

#### Competizioni nazionali
- Ettanfotboll: 1

Västerås SK: 2010
- Campionato portoghese: 3

Benfica: 2013-2014, 2015-2016, 2016-2017
- Coppa del Portogallo: 2

Benfica: 2013-2014, 2016-2017
- Coppa di Lega portoghese: 2

Benfica: 2013-2014, 2015-2016
- Supercoppa di Portogallo: 1

Benfica: 2016
- Coppa di Lega inglese: 1

Manchester United: 2022-2023
- Coppa d'Inghilterra: 1

Manchester United: 2023-2024

### Nazionale
- Campionato d'Europa Under-21: 1

Repubblica Ceca 2015

### Individuale
- Squadra del torneo degli Europei Under-21: 1

Rep. Ceca 2015